# Hapalophragmium acaciae
Hapalophragmium acaciae är en svampart som beskrevs av Bacc. 1916. Hapalophragmium acaciae ingår i släktet Hapalophragmium och familjen Raveneliaceae.   Inga underarter finns listade i Catalogue of Life.